# Marianów (Polany-Kolonia)
Marianów – część wsi Polany-Kolonia (do 31 grudnia 2002 przysiółek) w Polsce, położona w województwie mazowieckim, w powiecie radomskim, w gminie Wierzbica.